# 五胞体数

五胞体数（ごほうたいすう、英: pentatope number）は、点を右図のように五胞体の形に並べたとき、そこに含まれる点の総数にあたる自然数である。三角錐数を 1 から小さい順に加えた数と定義してもよい。例:15(=1 + 4 + 10)、70(=1 + 4 + 10 + 20 + 35)
n 番目の五胞体数 Pn は 1 から n 番目までの三角錐数 n(n + 1)(n + 2)/6 までの和に等しいので
{\displaystyle {\begin{aligned}P_{n}&=\sum _{k=1}^{n}{\frac {k(k+1)(k+2)}{6}}\\&={\frac {n(n+1)(n+2)(n+3)}{24}}\end{aligned}}}
また組み合わせの記号を用いると {\displaystyle P_{n}={}_{n+3}{\rm {C}}_{4}} となる。
五胞体数を小さい順に列記すると
1, 5, 15, 35, 70, 126, 210, 330, 495, 715, 1001, 1365, 1820, 2380, 3060, …（オンライン整数列大辞典の数列 A332）
3つの連続する五胞体数のうち2つは五角数である。なぜなら 3n − 2 番目の五胞体数は (3n2 − n)/2 番目の五角数であり、3n − 1 番目の五胞体数は (3n2 + n)/2 番目の五角数だからである。
パスカルの三角形では左上（または右上）から5列目の数が五胞体数にあたる。
五胞体数の逆数の総和は
{\displaystyle {\begin{aligned}\sum _{k=1}^{\infty }{\frac {1}{\frac {k(k+1)(k+2)(k+3)}{24}}}&=24\sum _{k=1}^{\infty }{\frac {1}{6}}\left({\frac {1}{k}}-{\frac {3}{k+1}}+{\frac {3}{k+2}}-{\frac {1}{k+3}}\right)\\&=4\left({\frac {1}{1}}-{\frac {3}{2}}+{\frac {1}{2}}+{\frac {1}{3}}\right)\\&={\frac {4}{3}}\end{aligned}}}
となる。